# Aya Hisakawa
Aya Hisakawa (jap. 久川 綾, Hisakawa Aya; * 12. November 1968 in Kaizuka, Präfektur Osaka, Japan) ist eine japanische Synchronsprecherin (Seiyū) und J-Pop-Sängerin. Als Synchronsprecherin arbeitet sie für die Agentur Aoni Production. Große Bekanntheit als Synchronsprecherin erlangte sie als Ami Mizuno (Sailor Merkur) in Sailor Moon, Kero-chan/Kerberos in Card Captor Sakura, Yōko Nakajima in 12 Kingdoms – Juuni Kokki und Skuld in Oh! My Goddess.

## Biografie
Als sie die 3. Städtische Mittelschule Kaizuka (貝塚市立第三中学校, Kaizuka-shiritsu dai-san chūgakkō) besuchte, sah sie die Anime-Serie Uchū Senkan Yamato und beschloss, Synchronsprecherin zu werden. Nach ihrem Abschluss an der Hagoromo-Gakuen-Oberschule (羽衣学園高等学校, Hagoromo gakuen kōtō gakkō), einer privaten Mädchenschule in Takaishi, machte sie ihre Ausbildung an der Aoni Juku Tokio 1 im 8. Jahrgang. Nach einjähriger Ausbildung wurde sie bei Aoni Production erst ein temporäres und 2 Jahre später ein reguläres Mitglied.
1989 hatte sie ihr Debüt als Synchronsprecherin als namenlose Schülerin in dem Anime Kiteretsu Daihyakka. Da am Ausstrahlungstag, dem 7. Januar, Kaiser Hirohito verstarb, wurde die Folge jedoch nicht gesendet. Ihre erste ausgestrahlte Rolle hatte sie dadurch in Tatakae! Chō Robot Seimei Tai Transformers V. Ihre erste Rolle als reguläre Synchronsprecherin war Putchī Orin in Shin Bikkuriman, auch wenn ihr Text anfangs nur aus dem Wort Putchī bestand. Ihre erste Hauptrolle bekam sie 1990 als Mīya Mīya in RPG Densetsu Hepoi und kurz darauf als Yohko Mano in Devil Hunter Yohko. Ab 1992 sprach sie die Hauptrolle der Ami Mizuno (Sailor Merkur) in Sailor Moon. Durch den immensen Erfolg der Serie wurde sie zu einer der bekanntesten Synchronsprecherinnen. Während der Seiyū-Blütezeit der 90er spielte sie eine sehr aktive Rolle, nahm mehrere Singles und Alben auf und hatte mehrere Radiosendungen, von denen Hisakawa Aya no SHINY NIGHT (久川綾のSHINY NIGHT) von April 1995 bis April 1999 lief, wodurch sie zu einem Idol-Seiyū wurde.
1999 heiratete sie.

## Stimme
Wurde sie auf Grund ihrer klaren Stimme in der ersten Hälfte in ihrer Karriere für reine und unschuldige Charaktere besetzt, wurden es in der zweiten Hälfte auch erwachsene Frauen und seit 1997 mit Kaoru Miki in Shōjo Kakumei Utena gelegentlich auch Jungen.
Besetzt wurde sie auch wegen ihres Senshū-Dialektes, einem Kansai-Dialekt, der auf dem Gebiet der ehemaligen Provinz Izumi (Senshū), dem heutigen südwestlichen Teil der Präfektur Ōsaka, gesprochen wird, z. B. als Kero-chan/Kerberos in Card Captor Sakura, Ichino Yanagida in Battle Athletes Daiundōkai, Tomoko Hoshino in To Heart und Haruko Kamio in Air.

## Rollen (Auswahl)
| - 12 Kingdoms – Juuni Kokki (Yōko Nakashima) - Abenobashi Mahō Shōtengai (Munemune) - Air (Haruko Kamio) - Anime Ganbare Goemon (Yae) - Arjuna (Sayuri Shirakawa) - Azumanga Daioh (Minamo „Nyamo“ Kurosawa) - Battle Athletes Daiundōkai (Ichino Yanagida) - Beyblade (Rei/Ray) - Bleach (Retsu Unohana) - Bōken Ō Beet (Kiss) - Card Captor Sakura (Kero-chan/Kerberos) - Claymore (Priscilla) - Cosmowarrior Zero (Marina Oki) - Devil Hunter Yohko (Yohko Mano, Ayako Mano) - Fruits Basket (Yuki Sōma) - .hack//Liminality (Kyōko Tōno) - Iria: Zeiram – The Animation (Iria) - Love Hina (Amalla Suu) - Loveless (7) - Madlax (Limelda Jorg) - Mahōtsukai Sally (Sumire Kasugano) - Marmalade Boy (Arimi Suzuki) - Noir (Chloe) - Oh! My Goddess (Skuld) - RahXephon (Haruka Shitow) - RPG Densetsu Hepoi (Mīya Mīya) - Sailor Moon (Ami Mizuno/Sailor Merkur) - Saint Seiya – Soul of Gold (Lyfia) - Shōjo Kakumei Utena (Kaoru Miki) - Sōten no Ken (Han Gyokurei/Pān Yù-Líng, Aya Kitaoji) - Tenchi Muyō! GXP (Ryōko Balta) - Tenjo Tenge (Maya Natsume) - To Heart (Tomoko Hoshino) - Yume Tsukai (Misako Mishima) | - Air (Haruko Kamio) - Dragon Knight 2/3 (PC-Engine-Fassung) (Kate) - .hack-Reihe (Rachel) - Kid Icarus: Uprising (Palutena) - KuOn (Utsuki Ashiya) - Langrisser (Jessica) - Melty Lancer (Reika Midō) - Soul Calibur (Xianghua) - Sotsugyō – Graduation (Shizuka Nakamoto) - Star Ocean: The Second Story (Rena Lanford) - To Heart (Tomoko Hoshino) - True Love Story (Tomoko Honda) - Wrestle Angels: Survivors 1/2 (Kanna Kamui, Yui Naruse) - Yūkyū Gensōkyoku (Rio Baxxter) |

## Diskografie

### Alben
- Kyasha (華奢)
- Aya – Jikan o Tsumui de (AYA～時間を紡いで～)
- Fantasy
- Hi-Ka-Ri
- For you for me
- Marching Aya
- Portrait
- Wish
- Live!! 1998
- Yakusoku (約束)
- Decade

### Singles
- Sunday
- Aoi Sora o Dakishimetai (青い空を抱きしめたい)
- Tameiki ga Nemuranai (ため息が眠らない)
- Kono Yūhomichi ga Owaru made ni (この遊歩道が終わるまでに)
- Kokoro made Dakishimeraretara (心まで抱きしめられたら)
- Kore wa, Kore de, Arikana, Nante … (これは これで ありかな なんて…)
- Tsuki to Taiyō no Meguri – Lupin Sansei: Twilight Gemini no Himitsu ED (月と太陽のめぐり‐ルパン三世 トワイライトジェミニの秘密 ED)

## Bibliografie
- Ohayo!, P-Suke. P-Suke My Love (おはよっ、ピースケ―P-SUKE MY LOVE, Bilderbuch, 1995)
- Aya ka-ru-to. à ya carte (AYAか・る・と―à ya carte, Essay-Sammlung, 1996)
- Vivace (Photosammlung)
- Oyasumi, P-Suke. P-Suke Forever (おやすみ、ピースケ―P-SUKE FOREVER, Bilderbuch, 1997)